# Francisco Palencia
Juan Francisco Palencia Hernández, mais conhecido como Francisco Palencia (Cidade do México, 28 de abril de 1973), é um treinador e ex-futebolista mexicano que atuava como meia-atacante. Atualmente comanda o Mazatlán, do México.

## Carreira
Palencia representou a Seleção Mexicana de Futebol nas Olimpíadas de 1996.
Ele defendeu a Seleção Mexicana, durante as Copa do Mundo de 1998 e 2002.[carece de fontes?]

## Títulos
Cruz Azul
- Liga dos Campeões da CONCACAF: 1996-1997
- Campeonato Mexicano: 1997
- Copa México: 1996-97

Pumas
- Campeonato Mexicano: Clausura 2009 e 2011

Chivas Guadalajara
- Campeonato Mexicano: Clausura 2004

Seleção Mexicana
- Copa das Confederações: 1999